# Placebo (zespół muzyczny)
Placebo – brytyjski rockowy zespół muzyczny założony w 1994 roku w Londynie.

## Historia

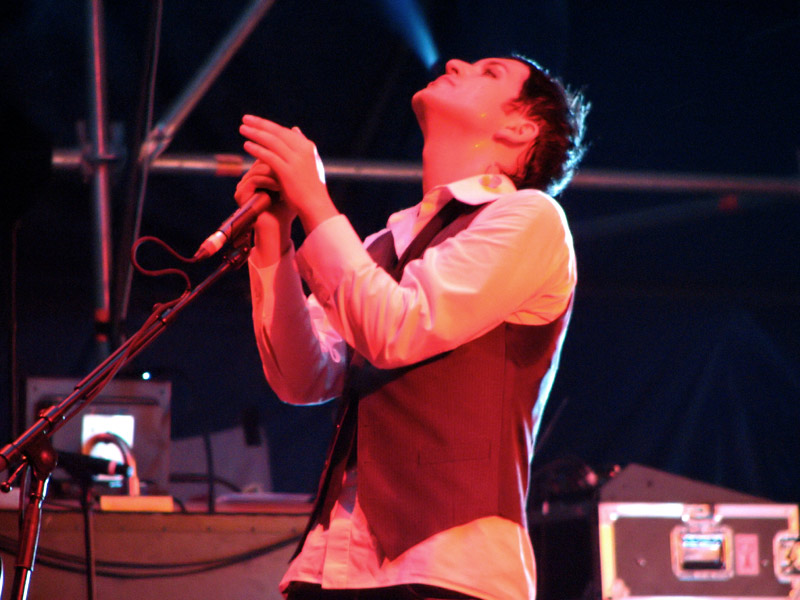
Brian Molko

### Początki
Ten wielonarodowościowy zespół został założony przez wokalistę i gitarzystę Briana Molko oraz basistę Stefana Olsdala. Wcześniej uczęszczali oni do tej samej amerykańskiej szkoły w Luksemburgu, jednak jak sami twierdzą, nie zamienili wtedy ze sobą ani jednego zdania. Ponownie ich drogi skrzyżowały się dopiero w 1994 roku na stacji metra South Kensington w Londynie. Brian zaprosił Stefana na swój wieczorny występ (grał wtedy nomen omen ze Steve’em). Stefan tak zachwycił się głosem Briana, że po występie postanowili założyć zespół i nazwali go Ashtray Heart, jednak szybko przemianowali się na Placebo. Początkowo grali do automatu perkusyjnego, ale niespecjalnie im to odpowiadało i wkrótce dołączył do nich perkusista a kolega Stefa – Robert Schultzberg, którego od czasu do czasu wymieniał Steven Hewitt (z nim nagrali demówki). Molko i Olsdal preferowali Hewitta, jednakże ten wolał grać z zespołem Breed.
Niedługo po tym zespół został zauważony przez Davida Bowiego. Idol kapeli był ich drogą do kariery. Bowie zabrał ich na swoją trasę koncertową, gdzie grali oni jako support mimo tego, iż nie wydali jeszcze żadnego albumu ani singla, a sam Bowie przesłuchał kilka płyt demonstracyjnych Placebo.
Dwa lata po powstaniu, w 1996, zespół podpisał kontrakt z Caroline Records i wydał swój pierwszy, debiutancki album – Placebo. Poza Wielką Brytanią zespół nie odniósł wielkiego sukcesu, jednak w Anglii okrzyknięty został „glamrockową wersją Nirvany”.
Sławę zespołowi przyniósł również fakt ujawnienia orientacji seksualnej Olsdala (homoseksualista) i Molko (biseksualista).

### Światowa kariera

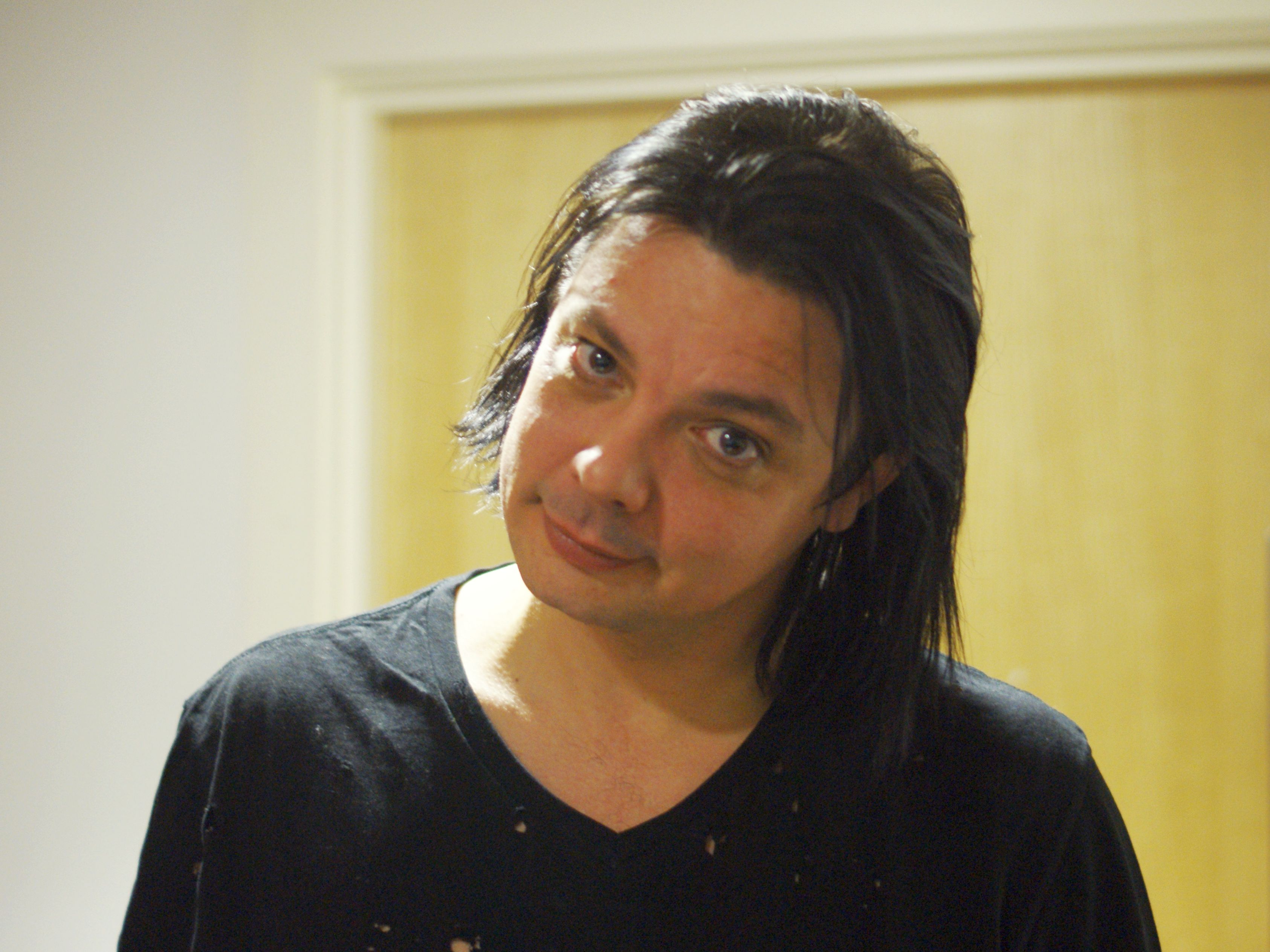
Steven Hewitt

W grudniu 1996 roku Hewitt zdecydował się na stałe przyłączyć do Placebo i zastąpił Schultzberga, z którym pozostali członkowie zespołu mieli zły kontakt.
W 1997 roku Placebo zostało zaproszone na 50. urodziny Davida Bowiego w Madison Square Garden.
Po wysłuchaniu drugiej płyty Placebo – Without You I’m Nothing (1998) – Bowie zaproponował wspólne nagranie tytułowej piosenki. W następnym roku ukazał się singel. Nagranie to zostało zauważone również poza Wyspami i dało popularność całej płycie. Ten album okazał się bardziej profesjonalny od poprzednika. Pełny emocji i kontrastów trafił w gust wielu słuchaczy. To przyniosło Brianowi uznanie jako autorowi tekstów.
Kolejne albumy ukazują, jak zespół z biegiem czasu „dorastał”. Od młodzieńczego, buntowniczego Placebo, przez spokojne, melancholijne Without You I’m Nothing, dość zdystansowane Black Market Music po nieco bardziej żywe i optymistyczne Sleeping With Ghosts. Mimo flirtów z elektroniką, trip hopem i hip-hopem muzyka Placebo zachowuje swój stricte rockowy klimat, czego dowodem jest powracająca do ich korzeni, bardzo gitarowa płyta Meds. Sukces zespołu w dużej mierze jest efektem tekstów, które odnoszą się do osobistych przeżyć Briana Molko.
1 października 2007 oficjalnie ogłoszone zostało, że Steve Hewitt opuścił Placebo ze względu na „personalne i muzyczne różnice”. Hewitt twierdził, że został z zespołu wyrzucony: „Po prostu mnie wylali. Po trasie w USA nasza menedżerka wezwała mnie do biura i powiedziała, że już z nimi nie gram. I to było wszystko”.
Na początku 2008 roku miejsce Hewitta w zespole zajął niespełna 22-letni perkusista z Kalifornii, Steve Forrest. Forrest grał wcześniej w zespole Evaline, który supportował Placebo podczas Meds Tour w październiku 2006.
W 5 czerwca 2009 roku ukazał się album Placebo, zatytułowany Battle for the Sun.
W 2013 ukazał się album Loud Like Love.

## Muzycy

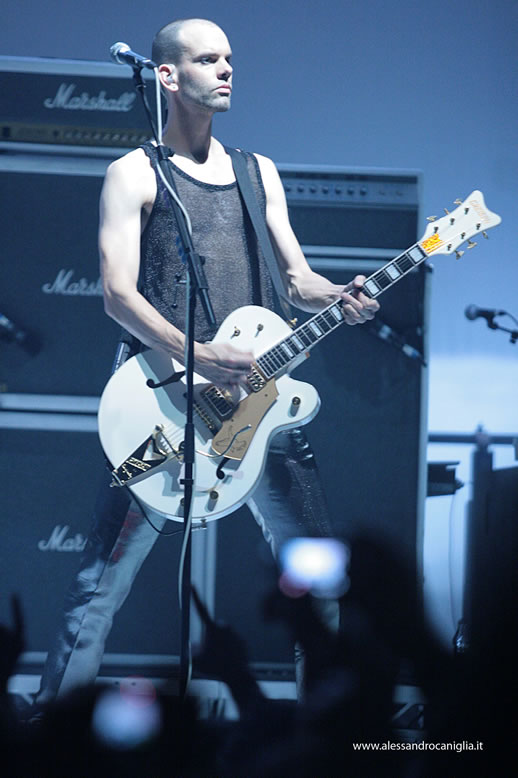
Stefan Olsdal na scenie w 2009 r.

### Obecny skład zespołu
- Brian Molko – wokal prowadzący, gitara elektryczna, gitara basowa, instrumenty klawiszowe (od 1994)
- Stefan Olsdal – gitara basowa, gitara elektryczna, instrumenty klawiszowe, wokal wspierający (od 1994)

### Byli członkowie zespołu
- Robert Schultzberg – perkusja, instrumenty perkusyjne (1994-1996)
- Steve Hewitt – perkusja, instrumenty perkusyjne (1996-2007)
- Steve Forrest – perkusja, instrumenty perkusyjne, wokal wspierający (2008-2015)

### Muzycy koncertowi
- Bill Lloyd – gitara basowa, instrumenty klawiszowe (od 1998)
- Fiona Brice – skrzypce, instrumenty klawiszowe, instrumenty klawiszowe, wokal wspierający (od 2008)
- Nick Gavrilovic – gitara, instrumenty klawiszowe, instrumenty perkusyjne, wokal wspierający (od 2009)
- Xavior Roide – instrumenty klawiszowe, wokal wspierający (2003-2005)
- Alex Lee – gitara, instrumenty klawiszowe, wokal wspierający (2006-2007)
- Matt Lunn- perkusja (od 2015)

## Trasy koncertowe
- 1995 – głównie jako support innych zespołów (Anglia)
- 1996 – 1997 trasa promująca debiutancki album (Szkocja, Anglia, USA, Kanada, Francja, Dania, Niemcy, Holandia, Belgia, Włochy, Szwecja, Szwajcaria, Portugalia, Hiszpania, Austria, Japonia, Irlandia, Walia)
- 1998 – 1999 trasa promująca album Without You I’m Nothing (Anglia, Hiszpania, Portugalia, Walia, Szkocja, Belgia, USA, Francja, Włochy, Niemcy, Australia, Republika Południowej Afryki, Grecja, Norwegia)
- 2000 – 2001 trasa promująca album Black Market Music (Anglia, Japonia, Portugalia, Hiszpania, Francja, Niemcy, Holandia, Szkocja, Szwajcaria, Dania, Norwegia, Szwecja, Irlandia, Turcja, Nowa Zelandia, Australia, Włochy, Chorwacja, Austria, Czechy, Polska, Luksemburg, USA, Kanada, Meksyk, Rosja, Grecja, Węgry, Łotwa, Islandia)
- 2002 – w tym roku zespół dał jeden koncert w Londynie (18 kwietnia)
- 2003 – 2004 Dancing With Ghosts Tour, trasa promująca album Sleeping with Ghosts (Anglia, Niemcy, Francja, Portugalia, Hiszpania, Włochy, Szwajcaria, Norwegia, Szwecja, Dania, Belgia, Holandia, USA, Meksyk, Nowa Zelandia, Australia, Luksemburg, Szkocja, Austria, Słowenia, Chorwacja, Serbia, Węgry, Czechy, Polska, Bułgaria, Turcja, Grecja, Kanada, Chiny, Liban, Islandia, Rosja)
- 2005 – trasa promująca album Once More with Feeling (Brazylia, Meksyk, Argentyna, Chile)
- 2006 – 2007 trasa promująca album Meds (Tajlandia, Singapur, Francja, Anglia, Polska, Irlandia, Szkocja, Portugalia, Niemcy, Holandia, Słowenia, Austria, Szwajcaria, Czechy, Luksemburg, Węgry, Belgia, Włochy, Hiszpania, Norwegia, Dania, Korea Południowa, Rumunia, Australia, Grecja, Chiny, Turcja, USA, Meksyk, Chile, Brazylia, Kolumbia, Argentyna, Rosja, Finlandia, Estonia, Łotwa, Ukraina, Macedonia, Bułgaria, Słowacja, Walia, Chorwacja)
- 2009 – 2010 trasa promująca album Battle for the Sun
- 2013 – 2015 trasa promująca album Loud Like Love
- 2015 – 2018 trasa z okazji 20 lecia istnienia zespołu
- 2022 – trasa promująca album Never Let Me Go (Niemcy, Dania, Norwegia, Szwecja, Finlandia, Estonia, Polska, Holandia, Włochy, Szwajcaria, Czechy, Austria, Luksemburg, Belgia, Francja, Irlandia, Wielka Brytania)[4]

## Dyskografia
- Placebo (1996)
- Without You I’m Nothing (1998)
- Black Market Music (2000)
- Sleeping with Ghosts (2003)
- Meds (13 marca 2006)
- Battle for the Sun (8 czerwca 2009)
- Loud Like Love (2013)
- Never Let Me Go (2022)

## Nagrody i wyróżnienia
| Rok  | Kategoria          | Tytułem | Nagroda         | Nota | Źródło |
| ---- | ------------------ | ------- | --------------- | ---- | ------ |
| 2006 | Classic Songwriter | Placebo | Kerrang! Awards | Laur | [ 5 ]  |